# Sananduva (kommun)
Sananduva är en kommun i Brasilien.   Den ligger i delstaten Rio Grande do Sul, i den södra delen av landet, 1 400 km söder om huvudstaden Brasília. Antalet invånare är 15 373.
Följande samhällen finns i Sananduva:
- Sananduva

Trakten runt Sananduva består till största delen av jordbruksmark. Runt Sananduva är det ganska glesbefolkat, med 27 invånare per kvadratkilometer.